# 新宿日本語学校
新宿日本語学校（しんじゅくにほんごがっこう）は、東京都新宿区高田馬場にある日本語学校。英語表記は、Shinjuku Nihongo Gakkooの略であるSNGをロゴとし、英文のShinjuku Japanese Language Instituteと併用。

## 概要
1951年に日本語教育を開始した江副隆愛が中心になり、1975年、江副隆愛、勢津子、隆秀の三名により設立された日本語学校。1985年に東京都知事から各種学校としての認可を取得。2000年に学校法人江副学園が設置者となる。提供するコースには外国人向けの日本語クラスとともに、日本語教師養成科などのクラスを提供し、文科省準備教育課程もある国内では数少ない学校法人格を有する日本語学校の１つである。

## 交通
- 高田馬場駅 - JR山手線、西武新宿線、東京メトロ東西線。

- 西早稲田駅 - 東京メトロ副都心線。

## 沿革
- 1951年 - 江副隆愛，六本木にあった聖ヨゼフ日本語学院において主にカトリック宣教師を対象に日本語教育に携わる。
- 1953年 - 前副校長江副勢津子，同学院の日本語教師に就任。
- 1975年 - 東京・西新宿に江副隆秀とともに，一般成人を対象にした新宿日本語学校を設立。
- 1976年 - 江副隆愛理事長夫妻日本語教師をするため単独シンガポールに渡る。
- 1978～83年 - 江副隆愛理事長，国際交流基金派遣となり在シンガポール日本語センター主任となる。
- 1982年 - 学校拡張，新宿高田馬場に移転。
- 1983～86年 - 江副隆愛理事長，国際交流基金派遣，在香港日本国総領事館日本語教室主任となる。
- 1985年 - 新宿日本語学校，現２号館を取得し、東京都知事認可を得る。税経ビルにあった新宿日本語学校第2をCLC 日本語学院として分離する。
- 1988～90年 - 江副隆愛理事長，ブラジル・サンパウロに日本語指導教師として派遣される。（国際協力事業団）
- 1989年 - 現在地に新宿日本語学校新校舎を落成。新宿日本語学校・CLC 日本語学院ともに日本語教育振興協会認定校となる。
- 1990～93年 - 江副隆秀校長，ブラジル・サンパウロに日本語指導教師として派遣される。（国際協力事業団）
- 1999年 - 新宿日本語学校が文部科学大臣より準備教育課程の指定を受ける。また、新宿日本語学校とCLC日本語学院(CLC日本語学校となる)が東京都より学校法人の認可を受け、学校法人江副学園とする。
- 2000年 - 新宿日本語学校設立25周年を迎える。またCLC日本語学校が文部科学大臣より準備教育課程の指定を受ける。
- 2003年 - 新宿日本語学校とCLC日本語学校を統合し、新たに新宿日本語学校としてスタートを切る。
- 2010年 - 設立35周年を迎えた。

## 基礎データ
コース
［日本語クラス］
　　　・平日コース　初級　中級　上級　・夜間コース・日曜コース・プライベートレッスン
［教師養成］
　　　・日本語教師養成科
［準備教育］
　　　・準備教育課程

### 所在地
- 1号館は新宿区高田馬場2丁目9番地7号にある。

## 公式サイト
- 新宿日本語学校